# Владо Штефанчич
Владо Штефанчич (хорв. Vlado Štefančić; *12 січня 1931, Вуковар, Королівство Югославія, тепер Хорватія) — хорватський режисер, радіо- і телеведучий, актор, співак і танцюрист, театральний режисер у драматичних постановках і мюзиклах; автор і учасник близько 200 театральних постановок, 10 000 радіо- і 2 000 ТБ-програм.

## Біографія
Народився в 1931 році у Вуковарі. Коли Владу було 6 місяців, сім'я Штефанчичів переїхала в Загреб, але пізніше неодноразово поверталася в своє рідне місто на Дунаї.
Свою кар'єру Владо Штефанчич розпочав як учасник драматичної студії Радіо Загреба 1949 року; від 1950 року — драматичний і оперетний актор театру «Комедія» в Загребі.
У 1965—69 роки працював у Національному театрі в Загребі, де у 1970-х зіграв понад 70 ролей. Починаючи з 1969 і до 1978 року — директор театру «Комедія», а також один із засновників «Загребської школи м'юзиклу» («Zagrebačke škole mjuzikla»).
Владо Штефанчич був засновником і провідником міського культурного фестивалю Загребські літні вечори на Шалаті, ініціатором організації перших театралізованих дійств на Новий рік у «серці» хорватської столиці — на площі бана Єлачича, які не лише режисерував, а й виступав у них як актор і ведучий. Штефанчич — автор, режисер і ведучий вечірнього шоу на Зринєвацю «Елегантний і чарівний Загреб» («Elegantni šarmantni Zagreb»), а також автор і режисер культзаходу «Адвент у серці Загреба» («Advent u srcu Zagreba»).
Владо Штефанчич — лауреат безлічі медалей і нагород, серед яких — 2 загребські міські нагороди (1973 і 1994), відзнака за життєві досягнення Хорватського національного театру (2000).

## Творчість
Штефанчич, будучи директором загребського театру «Комедія» започаткував і зреалізував перші хорватські мюзикли:
- Jalta, Jalta;
- Dundo Maroje 72;
- O’ Kaj;
- перші вітчизняні рок-опери Gubec-beg, Grička vještica і адаптації Čovjek iz Manche, Jadnici та Guslač na krovu.

Був ідейним автором Театру на воді «Ярунський фестиваль» (Jarun fest), відтак режисером перших вистав на озері Noć u Veneciji, Isus Krist Superstar і Kosa.
Владо Штефанчич — також автор книжки Zabavljač, збірки есеїв про відомих хорватських діячів театру, музичного мистецтва, телебачення (Prometej d.o.o., Zagreb, 2007).